# Attila Futaki
Dans le nom hongrois Futaki Attila, le nom de famille précède le prénom, mais cet article utilise l’ordre habituel en français Attila Futaki, où le prénom précède le nom.
Attila Futaki (/ˈɒt.ti.lɒ ˈfu.tɒ.ki/), né le 27 novembre 1984 à Békéscsaba et mort le 2 janvier 2024, est un dessinateur de bandes dessinées, pionnier de la nouvelle génération des artistes hongrois. Il est le premier à avoir été publié en France.[réf. nécessaire]

## Biographie

### Enfance et formations
Attila Futaki naît à Békéscsaba, dans une famille de la classe moyenne. Pour cette raison, la carrière artistique n’est pas, au début, une option : ses parents lui souhaitant une carrière plus classique. Cependant il demeure très ferme sur ses intentions : sa passion pour l’illustration et la bande dessinée est telle qu’il ne peut envisager d’autre métier, et ce depuis l’âge de 12 ans.
Attila termine ses études à l'université hongroise des Beaux-Arts (Magyar Képzőművészeti Egyetem), et à l’École internationale de Bandes Dessinées à Florence.

### Carrière
Son album initial Spiral est publié en Hongrie en 2009 aux Éditions Magvető, et en France aux éditions Carabas. Puis, il visite le Comic Con à San Diego dans l’espoir d’une carrière américaine.
Un de ses amis et mentor, José Villarrubia, présente Attila aux divers professionnels (éditeurs, auteurs, artistes).
Il rencontre ainsi l'auteur de Percy Jackson, Robert Venditti. On cherchait un dessinateur pour ce projet et après quelque pages d’essai, Christian Trimmer, l’éditeur en chef de Disney choisit Futaki. Après l’approbation de Disney/Hyperion, Futaki a l'honneur de préparer l'œuvre artistique pour la 3e partie de l’histoire de Percy Jackson.
Severed est connu comme la bande dessinée de Futaki la plus couronnée de succès. Puisqu’il aime l’horreur, le noir et le thriller, il fait partie du projet avec son œuvre artistique. Ses œuvres précédentes sont présentées à Scott Snyder par Jeff Lemire comme candidat dessinateur pour Severed. L’histoire principale est basée sur la vie d’un jeune  garçon âgé de 12 ans, Jack Garron, qui fugue pour trouver son père. En même temps, il découvre un grand secret par rapport à sa vie… Jack fait face à beaucoup de difficultés, crève-cœur et événements de terreur pendant son aventure. L'œuvre artistique de Futaki est exceptionnelle de nouveau. Même si la couverture nous fait frissonner, les illustrations dans le livre sont en harmonie parfaite avec l’histoire elle-même. Les esthétiques de l’horreur sont combinées aux éléments classiques de la bande dessinée, Severed mixe les éléments verbaux et visuels en même temps. Tout cela permet au lecteur de savourer une histoire obsédante sans zombies ou monstres, seulement basée sur la cruauté et la malveillance des humains…
Severed est citée également dans la publication 100 Greatest Graphic Novels: The Good, The Bad, The Epic comme une des 100 meilleures bandes dessinées.
L’autre publication étrangère de Futaki (maintenant notamment en France) est Le tatoueur, qui était publiée en Hongrie également. L’auteur s’appelle Alexis Nolent (Matz), il a voulu travailler avec Futaki dès qu’il a lu Killer, une de ses bandes dessinées les plus connues.
Futaki est un dessinateur et illustrateur reconnu par plusieurs maisons d’éditions françaises et américaines. On peut d’ailleurs rencontrer certaines de ses illustrations dans le New York Times.
Le 10 - A Puskás est son dernier album publié en Hongrie en 2021.

### Vie privée
Il décède à l'âge de 39 ans, le 2 janvier 2024 des suites d'un cancer foudroyant.

## Bandes dessinées
(janvier 2024).

### En Hongrie
Volumes uniques
- Spirál (Spiral, auteur: Gergely Nikolényi, Magvető, 2008) - publié également en Francais: Spiral
- Budapest angyala (auteur: Tallai Gábor, Közép- és Kelet-európai Történelem és Társadalom Kutatásáért Közalapítvány, 2017) - publié en français également : L’Ange de Budapest
- 10 - A Puskás (auteur: Tallai Gábor, Közép- és Kelet-európai Történelem és Társadalom Kutatásáért Közalapítvány, 2021)

Bande dessinées courtes et continues
- Képtelen képregény (Com-X, Novembre 2000)
- A nagyon-nagy küldetés (auteur: Göndöcs Gergely, Kretén 57, 2002)
- Urbs (Beszélő, 2005/3)
- Az utas (auteur: Sárközi Mihály, Roham 3, 2006) - publié en anglais, dans la première édition d’Asylum of Horrors
- A leguán (auteur: Sárközi Mihály, Roham 4, 2007)
- A blőd (auteur: Novák Tamás, Reakció, 2008 - ouvre non-terminée)
- A végzet hatalma (auteur: Mikó Csaba, Zap antológia 1, 2008)
- A kivarrt (auteur: Alexis Nolent (Matz), Előretolt helyőrség, 2018)

### En Amérique
Comic books
- Severed 1-7 (auteur: Scott Snyder and Scott Tuft, Image Comics 1-7, 2011-2012)
- The Nameless City (auteur: Pat Mills par H. P. Lovecraft, en The Lovecraft Anthology 2, 2012)

Romans graphiques
- Percy Jackson: The Lighting Thief (auteur: Robert Venditti by Rick Riordan, Hyperion Book, 2010) - publié également en langue française et hollandaise
- Severed (auteur: Scott Snyder and Scott Tuft, Image Comics, 2012) - collection, publié également en langue française
- Percy Jackson: Sea of Monsters (auteur: Robert Venditti by Rick Riordan, Hyperion Book, 2013) - publié également en langue française et hollandaise
- Percy Jackson: The Titan's Curse (auteur: Robert Venditti by Rick Riordan, Hyperion Book, 2013) - publié également en langue française
- Conan: The Phantoms of the Black Coast (auteur: Victor Gischler, Dark Horse Comics, 2014)

### En France
Volumes
- Hypnos 1: L'apprentie (auteur: Laurent Galandon, Le Lombard, 2017)
- La bande à Bonnot (auteur : Stefan Vogel, Laura Pearce et Jean-David Morvan, Glénat, 2018) - originellement sous Kickstarter-projet titré comme The Illegalists
- Hypnos 2: La disciple (auteur: Laurent Galandon, Le Lombard, 2019)
- Le Tatoueur (auteur: Alexis Nolent (Matz), Grand Angle, 2021)

Illustrations
Outre des bandes dessinées, Futaki a préparé plusieurs illustrations pour les quotidiens ou magazines comme :
- The New York Times
- The Atlantic
- The Intercept
- GQ
- Forbes
- Frankfurter Allgemeine Zeitung

Prix et nominations
- Junior Library Guild Selection 2010 (The lightning thief)
- SND (Society for News Design) Award - Best sport design 2013 (New York Times)
- SND Award of Excellence 2016 (New York Times)
- ADC (Art Directors Club) Germany award 2018 (Frankfurter Allgemeine Zeitung)
- Zórád Ernő Award
- Goodreads Choice Award Nomination (Percy Jackson, Titans Curse)

Ses bandes dessinées ont été jusqu’ici publiées en langue anglaise, espagnole, italienne, hollandaise, allemande, polonaise, brésilienne et mexicaine.
La bande dessinée de la trilogie de Percy Jackson est vendue en 950 000 exemplaires jusqu'ici en Amérique du Nord, citée aussi sur la liste de New York Times bestsellers.
Travaux en cours
La préparation d'un nouvel roman graphique est en cours, basé sur l'histoire néo-noir qui se déroule à New Orléans, par Jérémie Guez. L'apparition est prévue chez les éditions Glénat, été 2022 dans le cadre du festival Quais du polar. C'est un roman graphique qui ne constitue pas une série, mais un livret de 124 pages.
Son autre œuvre en cours est également un néo noir écrit par Stephen Desberg et qui va apparaitre chez Editions Grand Angle en 2022, sous la forme de 2 albums.
On peut regarder les illustrations originales de Futaki dans cette galérie.

## Interviews
- Reakció, March 2008. (en hongrois)
- Zóna.hu, 12th November 2008. (en hongrois)
- Index.hu, 21st February 2010. (en hongrois)
- Est.hu, May 2010. (en hongrois)
- A Magyar Televízió Záróra című műsorában, 8th July 2010. (en hongrois)
- Multiversity Comics - Artist Alley interview, 7th September 2012. (en hongrois)
- Narancs.hu, "A papíron mindent lehet" - Futaki Attila rajzai a New York Times-ban, 29th September 2013. (en hongrois)
- Origo.hu  (en hongrois)

## Sources
- (en + nl) ↑ Lambiek Comiclopedia, le 1er novembre 1999. (Dernier accès : le 9 octobre 2017.)
- ↑ BD Gest'.  (Dernier accès : le 9 octobre 2017.)
- ↑ Babelio
- Hollywoodnak rajzolja képregényét Futaki Attila, Hírszerző, 2010. február 28.
- (en) American comics of Attila Futaki